# 女子ボクシング

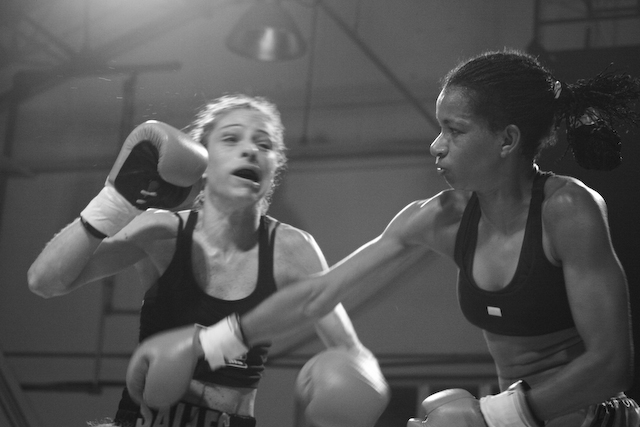
2006年9月、ブラジルでの女子ボクシングの試合

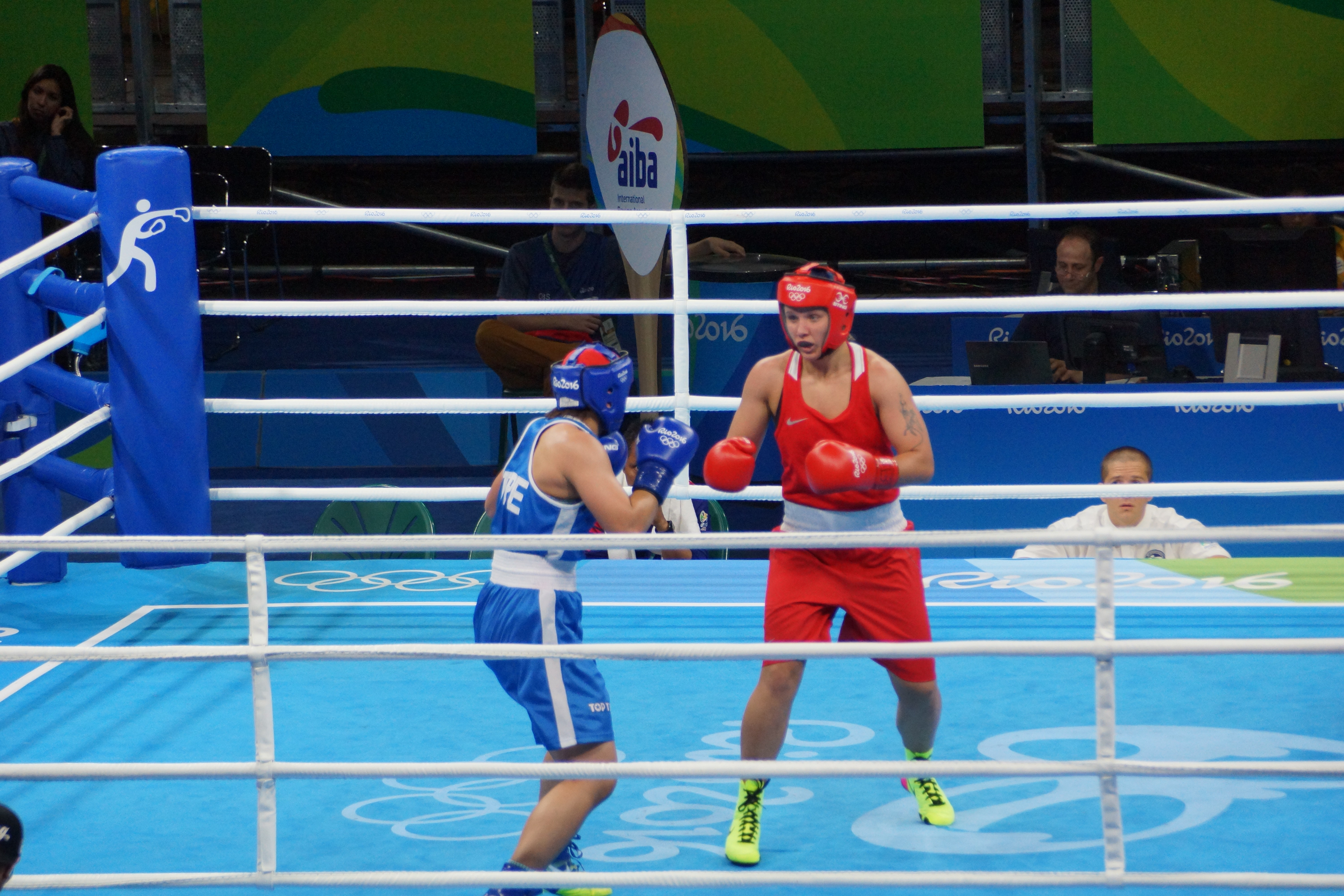
2016年リオデジャネイロオリンピックにおける女子ボクシングの試合

女子ボクシング（じょしボクシング）は、女性によるボクシングの試合である。
ボクシングは古くから男性の競技として見なされていたが、女子ボクシングも長い歴史の中で形作られている。

## 歴史
女子ボクシングに関する世界最古の記録はイギリス・ロンドンでの試合について書かれており、これによると1722年にオックスフォード・サーカス付近の宿屋でエリザベス・ウィルキンソンがマーサ・ジョーンズに勝利し、コックニー王者となっている。女子ボクシングは英国では1880年に禁止されたが、完全に消滅することはなかった。
アメリカ合衆国での女子ボクシングの最古の記録は、1876年にニューヨーク市のヒルズ・シアターで銀製のバターディッシュを懸けてネル・サンダースとローズ・ハーランドが戦ったことを記している。
1904年セントルイスオリンピックでは公開競技として女子の試合も行われていた。しかしながら、長らく女子ボクシングは禁止された。
1952年にイギリス出身のバーバラ・バトリックが米国へ渡り女子プロボクサーとして活躍。
1988年にスウェーデンで女子アマチュアボクシングが認定された。
1990年にバトリックにより女子国際ボクシング連盟（WIBF）が設立されて以降女子世界王座認定団体が次々と作られたが、21世紀に入るとWBC・WBAなど男子の団体でも女子の王座が設けられるようになった。
2001年には国際アマチュアボクシング協会による世界女子ボクシング選手権大会が開催され、2012年ロンドンオリンピック以降ではオリンピック種目にも採用されている。
女子の世界タイトルマッチはほとんどが2分10ラウンドで行われているが、2023年10月27日にアメリカ・フロリダ州オーランドのカリビ・ロイヤル・オーランドにて行われたアマンダ・セラノ VS ダニラ・ラモスの3団体（WBA・IBF・WBO）女子世界フェザー級タイトルマッチは16年ぶりに男子と同じ3分12ラウンドで行われた（セラノは当時WBC・IBOと合わせた5団体のタイトル保持者でIBOを除く4団体のタイトルマッチを希望していたが、WBCは承認せず）。

## 各国・地域の女子ボクシング

### 日本

#### 歴史
日本では大正時代に女優・砂田駒子が夫フランク徳永とともに日本拳闘倶楽部でトレーニングしたのが最初とも言われている。
昭和初期に砲丸投げの選手だった石田正子が日米拳でトレーニングを積み、男子ボクサーとスパーリングで負けなかったと言われている。相手も決まったが、試合前日になって警視庁条例違反という理由で中止になる。
1950年11月に広島で石倉節子対菅間和子が女性同士として初の試合として公開され（2分4回戦）、翌1951年1月にも2人は日比谷公会堂で対戦したが引き分けに終わった。
その後、長い事女子ボクシングが日本で認められなかったが、1970年代に埼玉中央ジムのトレーナーであった高築正子が後楽園ホールで男子相手にエキシビションを披露。アメリカにも渡り、日本人プロ第1号としてリングに上がっていた。帰国後もキックボクシングのリングで試合を行っていた。当時は全日本女子格闘技連盟（コミッショナー：山口シヅエ）が「全日本女子プロボクシング王座」の名でタイトルを創設し、高築もタイトルを獲得している。
また、その頃には三迫将弘によってボクササイズが考案され、1990年代に入ると一躍ブームとなるが、その延長線上として本格的にボクシングを始めたい女性が増え、1996年に第1回全日本女子アマチュアボクシング大会が開催される。
一方、当時マーシャルアーツ日本キックボクシング連盟理事長だった山木敏弘が「キックボクシングの女子部門は存在するのに女子ボクシングがない」ことに疑問を持ち、女子ボクサーの育成に着手。キックからの転向組が中心となりMA日本キックボクシング連盟興行内に挿入する形で女子ボクシングの試合が行われる。1997年にはそのひとりであるシュガーみゆきが日本人初の世界タイトルを獲得し話題となる。1999年には日本女子ボクシング協会が結成され、初の女子ボクシング興行が行われる。一時は150人以上の女子ボクサーが所属していた。日本女子王者も次々と誕生した。
2002年には日本アマチュアボクシング連盟（JABF）が女子の部を設け、翌2003年に第1回全日本女子大会を開催する。
また、2005年以降日本ボクシングコミッション（JBC）でも女子の解禁について検討を開始。一方で同年11月7日には菊地奈々子がタイで日本人初のWBC女子王座を獲得した。
2007年にはJBCが女子部門創設。東日本ボクシング協会（JBCオーナーライセンス保持者経営ボクシングジムで構成）に山木ジムが日本女子ボクシング協会を発展的に解消し参入。2008年2月28日に第1回プロテストが行われ、翌日第1期生（B級14人、C級6人）が誕生した。4月27日には公認後初の試合としてカンボジアで江畑佳代子がWBC女子ライトフライ級に挑戦したが敗れて王座奪取はならなかった。5月9日には女子のみでの第1回興行「G Legend」が開催される。5月25日に和歌山県立体育館で開かれたクラトキジム主催「第13回紀の国KOボクシング」に真道ゴーvs秋田屋まさえが組み込まれ、国内初の男女ボクシング興行となった。
7月13日、韓国で富樫直美がWBC女子世界ライトフライ級暫定王座を獲得し、JBC公認下で初の女子世界王者となった。7月30日に行われた内藤大助・坂田健史ダブルタイトルマッチではアンダーカードとして女子の2試合が組まれる。8月11日、風神ライカ・小関桃ダブルタイトルマッチとして公認後初の国内での世界タイトルマッチが組まれ、小関がWBC女子世界アトム級王座を奪取したが、ライカはWBC女子世界ライト級王座獲得に失敗した。以来、2023年7月現在まで日本人選手による女子世界王座保持は途切れることなく続いている。
同年、世界女子選手権に日本から初めて7人の選手を派遣。箕輪綾子のベスト8が最高であった。
2009年2月、東洋太平洋ボクシング連盟（OPBF）が初の女子ランキングを発表、日本の選手は18人がランク入りし、うち5人が各階級1位となった。4月11日に行われる多田悦子の世界初挑戦は名城信男vs冨山浩之介戦との日本初となる男女世界ダブルタイトルマッチとして開催されることが発表された。6月26日には菊地奈々子vs江畑佳代子戦がOPBF女子初代ライトフライ級王座決定戦として実施され、菊地が日本人初のOPBF女子王者戴冠を果たした。
同年のアジア室内大会ではフェザー級で水野知里が銅メダルを獲得し、日本女子ボクシング初の国際大会メダリストとなった。
2012年ロンドンオリンピックより女子ボクシングが加わるのに伴い、本格強化を開始。2010年、全日本女子大会が「全日本女子アマチュアボクシング選手権大会」に改められ、日本選手権となった。同年のアジア大会では女子ボクシングが加わり、フライ級の新本亜也が日本人初となる銅メダルを獲得。お笑いコンビ「南海キャンディーズ」の「しずちゃん」こと山崎静代の挑戦もあり女子アマチュアボクシングがマスコミで取り上げる量が増えた。だが、五輪選考会を兼ねた2012年世界選手権では山崎を含め全員が敗退、初の五輪に日本からは一人も送り込むことができなかった。しかし、2011年4月に佐伯霞が世界ジュニア選手権で男子も含めAIBA主管大会で日本人初の金メダルを獲得。
同年JBCがユース王座を解禁すると、7月に黒木優子が日本人初となるWBC女子世界ユース王座をアトム級で獲得。黒木は2014年に1階級上のミニフライ級でWBC女子世界王座も獲得している。
2012年、女子ランキングである「G Legendランキング」が始動した。2013年明けに日本女子タイトル「G Legendチャンピオンシップ」が創設され、2月9日のアゼリア大正大会で山田真子と小澤瑶生が同タイトル獲得者となった。
JABF及びJBC解禁から依然として選手層の厚みが増すことがなく、女子ボクシングにおけるひとつ課題となっていた。プロボクシング界では2011年よりそれを解消するべく「プロトライアルマッチ」と呼ばれる準公式試合を導入。現在も競技人口増加に向けていくつか検討を重ねられている。アマチュアでは国内での大きな大会が全日本女子選手権のみという状況であり、新たな大会の創設が求められていたが、2013年4月に後楽園ホールで上位者を対象とした新大会「女子ボクシング チャレンジマッチ」を創設することが発表されている。3月には全国高等学校ボクシング選抜大会にて女子も5階級で新設された。
2014年女子世界選手権で和田まどかが銅メダルを獲得。日本人初の女子世界選手権メダリストとなった。しかし、2016年リオデジャネイロオリンピックには2大会連続で出場権獲得はならなかった。同年の希望郷いわて国体では成年フライ級のみであるものの女子ボクシングが正式競技化された。
2017年にJBCは日本女子育成ランキング創設を発表。10月6日、キックボクシングから転向した吉田実代とOPBF王座と世界王座挑戦経験を有するモデル出身の高野人母美が初代日本スーパーバンタム級王座を争い、吉田がJBC公認女子日本王者第1号となった。
2021年開催の東京オリンピックでは、開催国枠として2人が出場権獲得し、日本女子ボクシング初のオリンピック出場を果たした。フェザー級の入江聖奈が金メダル、フライ級の並木月海が銅メダルを獲得し、日本の女子代表における初のオリンピックメダル獲得となった。

#### JBCによるルールおよびガイドライン
男子との主な相違点は以下の通り。
- 1ラウンド2分制。
- 世界王座戦は10ラウンド[10]、日本王座戦は6回戦[11]。
- 階級は102ポンド以下がアトム級、102ポンド超 - 105ポンド以下がミニフライ級となる。またクルーザー級がなく175ポンド超がヘビー級となる。
- グローブはフェザー級以下が8オンス、スーパーフェザー級以上が10オンス。
- チェストガード（胸部保護用）・ローブローガード（子宮保護用）の着用義務。
- 試合前に妊娠検査を義務づける。
- 1年間の移行措置として、世界ランカーなどは審査の上で32歳を超えていてもプロテストを受けられる。

### 韓国
韓国ボクシング委員会（KBC）では2000年より女子を解禁されている。
きっかけとなったのは韓国系アメリカ人のキックボクサー、キム・メッサーのボクシング転向であった。メッサーは1995年よりアメリカでボクシング活動していたが、それが韓国国内でも話題になり、韓国ボクシング界よりメッサーに正式オファーを送り、2000年8月5日にソウルで高野由美とIFBA世界ジュニアフライ級王座を争い、勝利。この試合がKBC認可第1号となった。
2002年9月27日、李仁栄が韓国人初となる女子世界王座を成功させた。韓国国内では男子ボクシング世界王者が途絶えている一方、女子世界王者を生み出しており、現在では女子の試合がメインイベントで男子がその前座となっていることも珍しくない。

### タイ
タイの刑務所では、女囚に対する矯正活動の一環としてボクシングを導入している。刑務所内で試合を設定することもあり、勝てば刑期短縮となる。

### アメリカ合衆国
国営テレビが女子の試合を初めて放送したのは1954年のことで、バーバラ・バトリックの試合だった。
女子ボクシングへの関心は、ウーマン・リブの隆盛とともに1970年代に勢いを増し、1975年1月にエバ・シャインがプロボクシングの試合を裁く審判として文書化されたライセンスを米国で初めて取得。同年、キャロライン・スヴェンセンが女子ボクサーとして初めて文書化されたライセンスを交付され、ネバダ州で4回戦を行った。パット・ピネダは1976年にカリフォルニア州で初めてライセンスを交付され、1978年にはキャシー・デービス、ジャッキー・トナワンダ、マリアン・トリミアーがニューヨーク州でライセンスを取得した。トナワンダはマディソン・スクエア・ガーデンでボクシングをした最初の女子選手として、1975年のエキシビションマッチで男子キックボクサーをノックアウトした。他にはバンタム級のサンディ・ペレスや、女子ボクシング連盟 (Woman's Boxing Federation) に1980年にライトヘビー級王者として認定されたダイアン・クラークらがいた。
しかし、法廷闘争の末にニューヨーク州最高裁判所の指示で同州アスレチックコミッションが女子にプロボクサーライセンスを発行した時も、同州を拠点とする男子プロボクサーは、女子同士または男子対女子の試合を歓迎しなかった。元ライト級世界王者のエステバン・デ・ヘススは、男子は女子にとって強過ぎるし、女子が試合をすることは危険を伴うと言い、元ジュニアライト級世界王者のアルフレド・エスカレラもこれに同意し、女子選手はボクシングをすることが自分たちにとってよいことと信じているかもしれないが、女子対男子の試合は真の試合にはならないと話している。当時ヘビー級で無敗だったマイケル・ドークスは、ボクシングは女子にはあまりに荒々しく残忍であるとし、ボクシング参加は女子にとって前進ではなく後退だと述べている。フロイド・パターソンは現役を引退して、この時はライセンスを発行したニューヨーク州アスレチックコミッションの一員となっていた。しかしそのパターソンも、自分は常に女性を尊重し、ウーマン・リブを支持してきたけれども、リングの中では別だと話している。国内の他地域でも1970年代後半にはライセンスが認められ、女子のライセンス認可は、ヒューストンでのモハメド・アリの徴兵拒否以来の騒動となった。
キャシー・デービスは、女子ボクシングの先駆者として数試合がテレビ中継され、現在に至るまで『リング』誌の表紙に使用された唯一の女子ボクサーとなっているが、その数試合の結果が不正に操作されていたことから競技全体が信頼を失い、女子ボクシングの発展を遅らせる要因にもなった。統括・認定団体、レフェリーやジャッジが正しく機能することの必要性が露呈し、またライセンス発行のプロセスにも正当性が求められた。1987年頃、マリアン・トリミアーは、女子がもっと認知されない限り、自分たちはただ目新しいものとして戦うだけで未来がないとして、女子ボクシングの惨状に注意を喚起するためにハンガーストライキを行い、30ポンドを落とした。1990年代初め頃までには状況は改善されていった。
1980年代には双子のドラとコラのウェバー姉妹が活躍。
1993年には米国ボクシング連盟が女性ボクサーを認定。女子ボクシング時代の幕開けとなる。
1995年、ニューヨーク・ゴールデングローブに日系人のディー・ハマグチが女性として初出場。1997年には、米国連盟公認初の女子トーナメントが開催される。
クリスティ・マーチンらの試合がビッグマッチのアンダーカードとして組まれ、次第に人気が高まる。1999年にはモハメド・アリの娘レイラ・アリがデビュー。ジョー・フレージャーの娘ジャッキー・フレージャー・ライドとの対戦でマスコミ報道が過熱し、この試合は10万件のペイ・パー・ビューを売り上げた。
2009年現在のファイトマネーは1ラウンドにつき最低200ドルで、1試合の最高額は25万ドルだった（ゲート収入、放映権料などを除く）。

### メキシコ
女子ボクシングがもっとも盛んな国のひとつに挙げられ、国内では女子ボクシングを題材としたリアリティ番組「トダス・コントラ・メヒコ（Todas contra mexico）」が放送されるほど人気が高い。

## 主な団体

### 世界
- 国際女子ボクシング連盟 (IWBF)
- 女子国際ボクシング協会 (WIBA)
- 国際女子ボクサー協会 (IFBA)
- 女子国際ボクシング連盟 (WIBF)
- 女子国際ボクシング評議会 (WIBC)
- 国際ボクシング協会 (IBA)
- 世界ボクシング協会 (WBA)
- 世界ボクシング評議会 (WBC)
- 世界ボクシング機構 (WBO)
- 世界ボクシング基金 (WBF)

### 日本
- 日本ボクシングコミッション（JBC）及び東日本ボクシング協会
  - かつては日本女子ボクシング協会（JWBC）が統括していた。

## 女子ボクシングを題材にした作品
- 天使のアッパーカット（小説）同タイトルでテレビドラマ化もされた
- 日本女子プロボクシングの夜明け（2009年公開の映画。DVDはローランズ・フィルムから発売） 日本での決定版の記録
- ノックアウト（2000年公開の映画）
- ガールファイト（2000年公開の映画）
- ミリオンダラー・ベイビー（映画）元世界チャンピオンルシア・ライカも出演
- Sos mi vida（アルゼンチンのテレビドラマ）
- 1番街の奇跡（映画）
- ライスショルダー（漫画）
- 乙女のパンチ（ドラマ） 主演の山崎静代は後にアマチュアボクサーとしても活動している
- パンチ 運命の恋（韓国ドラマ）
- ラブファイト（小説「聖母少女」を原作とする映画）
- ファイト★ガールズ（映画）
- ファイティング オカン（映画）
- Float Like a Butterfly（2018年公開の映画）
- 百円の恋（映画）
- 早乙女選手、ひたかくす（漫画）
- ファイター、北からの挑戦者（映画）
- スタンドアップ!（小説）
- 雲旅（2022年公開の映画） 葉月さなの世界王座挑戦に焦点を当てたドキュメンタリー映画。
- DORONJO / ドロンジョ（ドラマ）
- レッドシューズ（2022年公開の映画）
- ケイコ 目を澄ませて（2022年公開の映画） 原作は小笠原恵子の自伝「負けないで!」
- 純情ボクサー（韓国ドラマ）
- ナックルガール（ウェブ漫画）2023年に同タイトルで配信映画として公開。
- YOLO 百元の恋（中国語版）（映画）上記『百円の恋』の中国でのリメイク版
- あのクズを殴ってやりたいんだ（2024年放送のドラマ）
- 勇敢な市民（ウェブ漫画）2024年に同タイトルで映画化。